# Адомако, Ивенс
Ивенс Адомако (англ. Evans Adomako; род. 6 сентября 1997) — ганский футболист, нападающий клуба «Асанте Котоко». Выступает за «Карела Юнайтед» на правах аренды.

## Клубная карьера
Начинал карьеру на родине в клубе «Фар Рейнджерс». В марте 2017 года прибыл на просмотр в белорусский клуб «Гомель» и в итоге подписал контракт. Сначала играл за дубль, дебютировал в Высшей лиге 15 апреля 2017 года, выйдя на замену во втором тайме матча третьего тура против «Славии» (2:0). Позже сумел закрепиться в основной команде, и стал появляться на поле в стартовом составе. 24 июня 2017 года отметилось первым голом в национальном чемпионате, когда в компенсированное время принес «Гомеля» победу над «Минском» (2:1). Во второй половине сезона 2017 потерял место в основе. В декабре 2017 года по истечении срока действия контракта покинул «Гомель».
В 2018 году вновь выступал за «Фар Рейнджерс», а в октябре 2018 года перешел в словенский клуб «Рудар» из Веленье, подписав двухлетний контракт. В феврале 2019 года, не сыграв за «Рудар» ни в одном матче, был отдан в аренду в «Дравоград», а в июле перешел в этот клуб на постоянной основе.